# Sociedad Filatélica de Chile
La Sociedad Filatélica de Chile es una de las instituciones culturales más antiguas del país, destinada a fomentar la filatelia y reunir a coleccionistas de sellos postales.

## Historia
Fue fundada el 15 de marzo de 1889 por un grupo de connotados personajes de la época, destacándose los nombres de Ramón Laval, Samuel Ossa, Germán Greve y José Miguel Besoaín, entre otros.
Su objetivo principal consiste en la difusión de la filatelia nacional, la que se ha llevado a cabo a través de permanentes actividades y la publicación de interesantes estudios e informaciones aparecidas en Los Anales de la Sociedad, entre 1892 y 1904; la Gaceta Filatélica, entre 1934 y 1936; y finalmente en la actual revista Chile Filatélico, desde 1929 hasta la fecha, aparte de un sinnúmero de publicaciones menores. En 1963 Manuel Mariño, miembro de la Sociedad, realizó el programa Momento filatélico en Canal 13, destinado a difundir dicha actividad.
El 23 de junio de 1975 la sociedad adquirió una casa en Almirante Simpson 75 —cercana a la Plaza Baquedano—, la cual funciona como sede social hasta la actualidad; antes de dicho año la agrupación tenía su sede en un edificio ubicado en Huérfanos 972.
El presidente actual es Heinz Junge Wenzel (2010-presente). La sociedad es miembro de la Federación Internacional de Filatelia desde septiembre de 1960. En 2007 fue una de las instituciones fundadoras de la Federación de Sociedades Filatélicas de Chile (Fesofichile) junto con el Círculo Filatélico y Numismático de Puerto Varas y Puerto Montt y el Círculo Filatélico Diego Portales de Valparaíso.

## Catálogo especializado de Filatelia Chilena

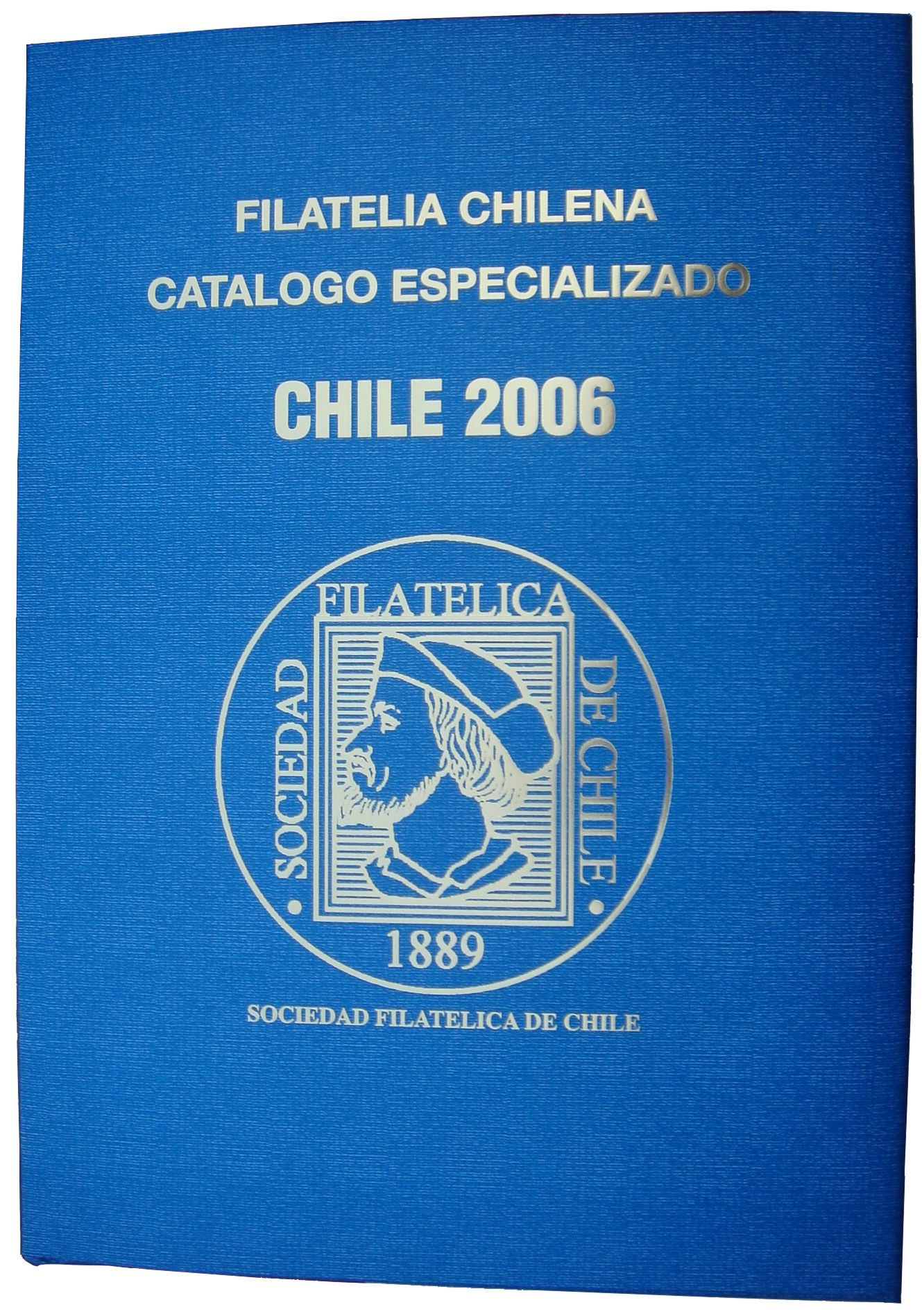
Catálogo Especializado de Filatelia Chilena.

El «Catálogo Especializado de Filatelia Chilena Chile 2006», editado por la Sociedad Filatélica Chilena, está estructurado en tres partes con un total de 650 páginas, finamente impresas y empastadas, en las que se nuestra a todo color cada una de las especies filatélicas clasificadas.
- La primera parte contempla 420 páginas con una amplia Introducción con antecedentes históricos y técnicos, clasificación de las marcas pre-filatélicas y marcas postales de la Pacific Steam Navigation Company, todos y cada uno de los 2204 sellos emitidos los Correos de Chile desde el año 1853 a diciembre de 2006, con una completa descripción de dimensiones, dentados, papel, filigranas, formato de los pliegos, diseñador, grabador, impresor y decretos legales que ordenaron su emisión, variedades de impresión, errores, tiradas y fechas de puesta en circulación; un apéndice con las series ordinarias desde 1975 en adelante; y un índice de nombres de personajes y temáticas que figuran en los sellos chilenos, con más de 1300 entradas para 78 categorías.
- La segunda parte contempla 104 páginas, con la catalogación de los «sellos clip» (cuadernillos), agencias postales extranjeras, Guerra del Pacífico, sellos de impuesto, sellos de telégrafo, avisos de pago y recepción, sellos oficiales, sellos de multa, una amplia y completa revisión y actualización de los enteros postales, aerogramas y cupones de respuesta internacional.
- La tercera parte (no contemplada como tal en el catálogo Chile 2000) contempla 124 páginas, con la catalogación de blocks souvenir, folletos y muestras, memorias de la Casa de Moneda de Chile, Saludos de Navidad y Año Nuevo de la Casa de Moneda, saludos de Navidad y Año Nuevo; y saludos especiales de la Sociedad Filatélica de Chile, una completa actualización de los sobres de primer día de emisión, etiquetas autoadhesivas y la bibliografía.